# تحدي القراءة الصيفي

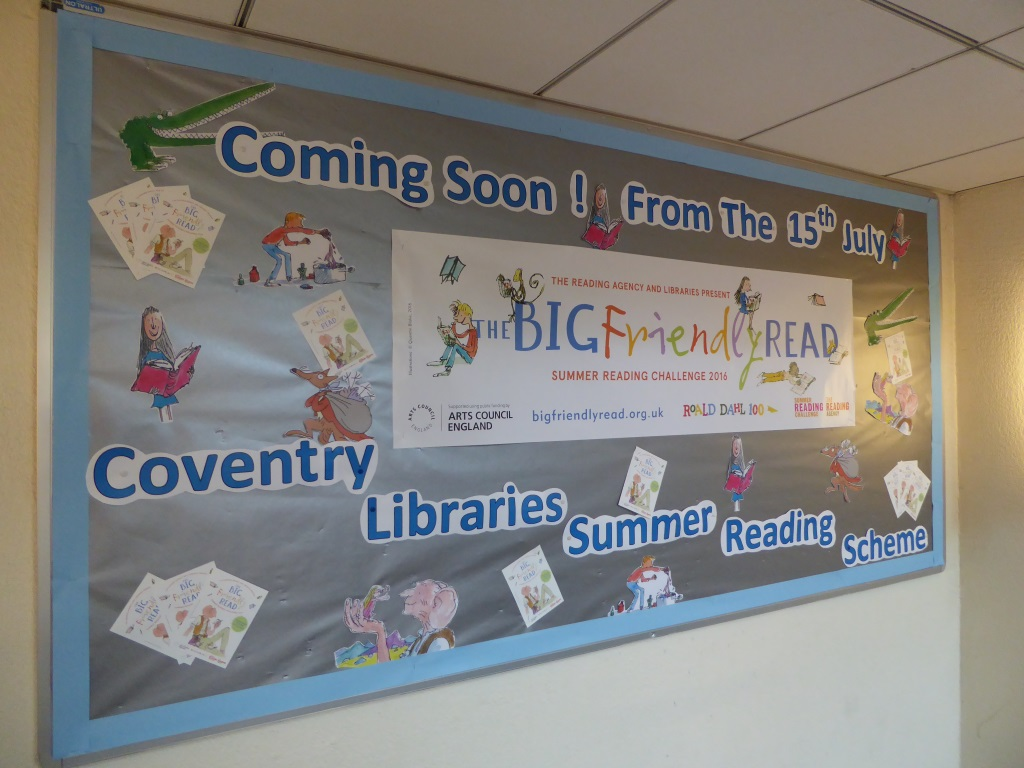

يعد تحدي القراءة الصيفي أكبر عرض ترويجي للقراءة في المملكة المتحدة. وفي عام 2010، وصل عدد المشاركين فيه إلى 760,000 طفل. وقد بدأ هذا التحدي في عام 1999، وتديره بشكل سنوي وكالة القراءة مع شبكة المكتبات (حيث تشارك فيه 97% من مكتبات المملكة المتحدة). يتم تشجيع الأطفال الذين تتراوح أعمارهم بين أربعة أعوام واثني عشر عامًا على القراءة للاستمتاع أثناء فترات الإجازة الصيفية، وهو وقت يكون الأطفال فيه عرضة لضياع التعليم الصيفي.
ويعد تحدي التعليم الصيفي بمثابة مبادرة لتعلم القراءة والكتابة تشجع آلاف الأطفال على أن يصبحوا متعطشين للقراءة كل عام. والهدف هو دفع الأطفال إلى قراءة ستة كتب أو أكثر من المكتبة أثناء فترات الإجازة الصيفية. ويمكن أن يتتبع كل شخص يشارك في التحدي الكتب التي قام بقراءتها، ويحصل على التشجيع للاستمرار في القراءة خلال فترات العطلات. والمشاركة في هذا التحدي مجانية، وكل طفل يكمل التحدي يحصل على شهادة بذلك. وتوفر العديد من المكتبات مكافآت أخرى، مثل الميداليات والملصقات. وتتاح المواد بمطبوعات كبيرة مع معلومات تكميلية بطريقة برايل.
وفي دراسة لأبحاث التأثيرات لتحدي القراءة الصيفية، اكتشفت جمعية المملكة المتحدة لمحو الأمية (UKLA) أن هذا التحدي يساهم في الحد من «الانحدار الحادث أثناء العطلات الصيفية» من خلال قيام الأطفال بالقراءة.
ويعد المؤلف مايكل روزين مؤيدًا لتحدي القراءة الصيفية، وهو يرغب في إصدار بطاقات المكتبات لكل طفل يلتحق بالمدرسة.
وكل عام، يتم اختيار موضوع جديد ويتم فتح موقع ويب تفاعلي للأطفال. وهذه الموضوعات، منذ عام 1999، هي: 
- سفاري القراءة (1999).
- مناوبة القراءة (2000).
- احتفالية القراءة (2001).
- كوكب القراءة (2002).
- متاهة القراءة (2003).
- تسلية القراءة (2004).
- رحلة القراءة (2005).
- مهمة القراءة (2006).
- القراءة البرية المكثفة (2007).
- قراءة في فريق (2008).
- الباحثون المنقبون (2009).
- قفزة الفضاء (2010).
- نجوم السيرك (2011).
- ومعمل القصص (2012).

وقد تم إصدار إعلان لموضوع التحدي لعام 2013، وهو «البيت الزاحف». 
ويوفر موقع الويب الألعاب ومدونات المؤلفين وإرشادات ونصائح القراءة عبر الإنترنت من فريق عمل المكتبة.
وتتاح الموارد المتاحة عبر الإنترنت للمكتبات المشاركة.
وتعمل المكتبات عن كثب مع المدارس، وكل عام، يقوم فريق العمل في المكتبة بالترويج للتحدي في المدارس خلال فترة الصيف. ويتم توفير الدعوات للأطفال لأخذها معهم إلى المنزل لتشجيع الأسر على المشاركة.